# 三宅安兵衛
三宅 安兵衛（みやけ やすべえ、天保13年1月11日（1842年2月20日） - 大正9年（1920年）12月1日）は、幕末・明治時代の商人・慈善家。初名は安治郎。晩年、京都のために資産を使えと言い残し、長男・三宅清治郎がその遺志に基づいて京都府内におよそ400基の史跡・名所の案内碑を建立したことで知られる。

## 人物
天保13年（1842年）、若狭国小浜に、三宅清治郎、つやの子として生まれる。
嘉永5年（1852年）、京都五条の木綿商・井筒屋に奉公。慶応3年（1867年）、井筒屋から独立。博多織の京都での取り扱いを独占して成功した。
晩年は隠居し、還暦後は京都周辺の名所旧跡を遊覧することを楽しみとした。
大正8年（1919年）、長男の清治郎（安兵衛の父と同名）に、この金を京都のため公利公益のことに使用せよと遺言して金1万円を託し、翌大正9年（1920年）、12月1日、老衰のため没した。
安兵衛の死後、長男の清治郎は、父が生前、石清水八幡宮等に参詣人のための標石を建てていたことを踏まえ、その遺志に基づき京都の名所旧跡に標石を設置した。
この標石は「稟京都三宅安兵衛遺志建之」の文字が刻まれたもので、京都市内から、八幡市、宇治市、田辺町、精華町、井手町、山城町、加茂町にかけて、昭和5年（1930年）まで、400余基が建碑された。

## 関連文献
- 『三宅安兵衛遺志碑（京都市編，八幡編，南山城編）』（むこうまち歴史サークル石造物班編）令和4年4月改訂，P152,カラー印刷，解説・地図付き
- 出雲路敬直『京都の道標』（ミネルヴァ書房,1968）
- 竹村俊則『京の史跡めぐり』（京都新聞社,1987）
- 八幡市郷土史会碑石道標専門部会編『やわたの道しるべ』（八幡市郷土史会,1990）
- 関西文化学術研究都市推進機構 編『けいはんな風土記』（関西文化学術研究都市推進機構,1990）
- 中村武生「京都三宅安兵衛・清治郎父子建立碑とその分布--大正期及び現京都市域を中心に」花園史学22号67-87頁,2001-11